# Монеты Македонского царства

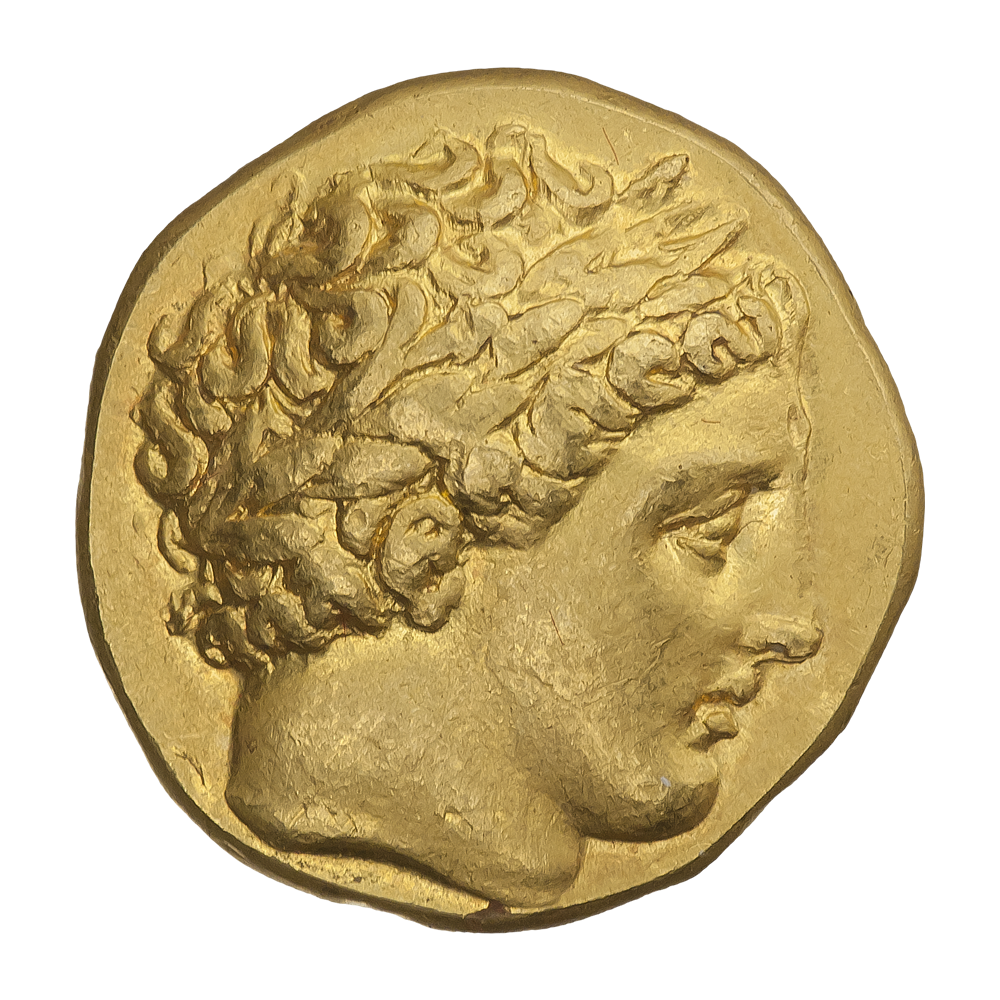
Аверс статера, который чеканился при Филиппе II

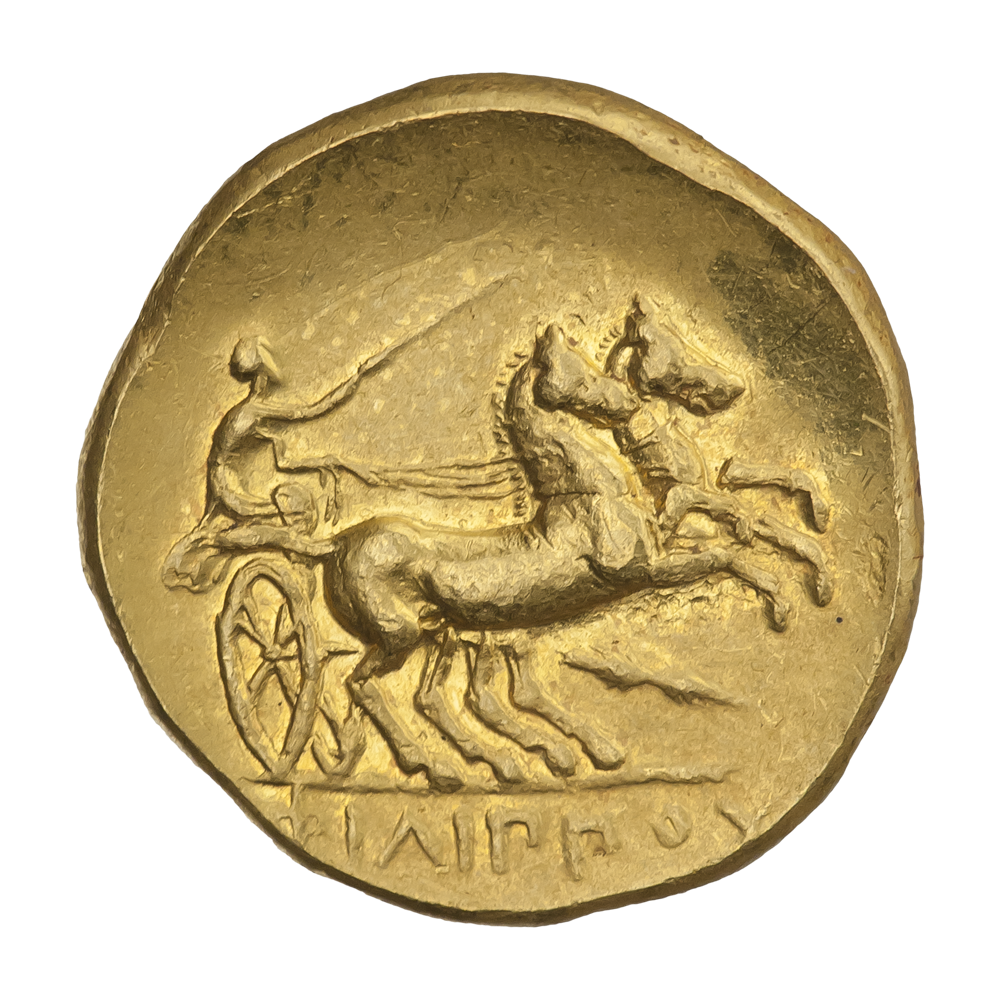
Реверс статера, который чеканился при Филиппе II

Моне́ты Македо́нского ца́рства — монеты, которые выпускались во времена существования Македонского царства. Для этих монет было характерно то, что лишь немногие македонские цари помещали свои портреты на монеты, в основном там изображались божества или предметы быта

## История

### Монеты Филиппа II
До начала правления Филиппа II только персидские цари помещали свои портреты на монетах — дариках. Считалось, что божества могут уберечь монету от порчи, ведь вряд ли кто-то решиться отрубить часть монеты, зная, что этим можно разгневать бога, поэтому, выбор делался в пользу изображения божеств. Изображения Филиппа можно встретить на монетах редко, в основном был распространен тип монеты — голова Геракла на лицевой стороне.
Захватив пангейские золотые рудники, Филипп II первым стал чеканить золотую монету. Самой распространенной монетой Филиппа II считается статер, лицевую сторону которого украшает голова Аполлона, а на оборотной стороне изображен воин в двухколесной колесницей, запряженной двумя лошадьми.
Монеты, которые чеканились во времена правления Филиппа II (359—336 год до н. э.):
- Серебряная тетрадрахма Филиппа II. На аверсе — голова Зевса, украшенная венком, повернутая вправо. На реверсе — юноша, который едет на коне влево с длинной ветвью в руке;
- Серебряная тетрадрахма Филиппа II. На аверсе — голова Зевса, украшенная венком, повернутая влево. На реверсе — юноша, который едет на коне вправо с длинной ветвью в руке;
- Золотой статер Филиппа II. На аверсе — голова Аполлона, украшенная лавровым венком вправо. На реверсе — воин на колеснице вправо, в руках у него поводья и палка с заостренным концом. Внизу — треножник. Легенда — «Филипп», которая расположена горизонтально.

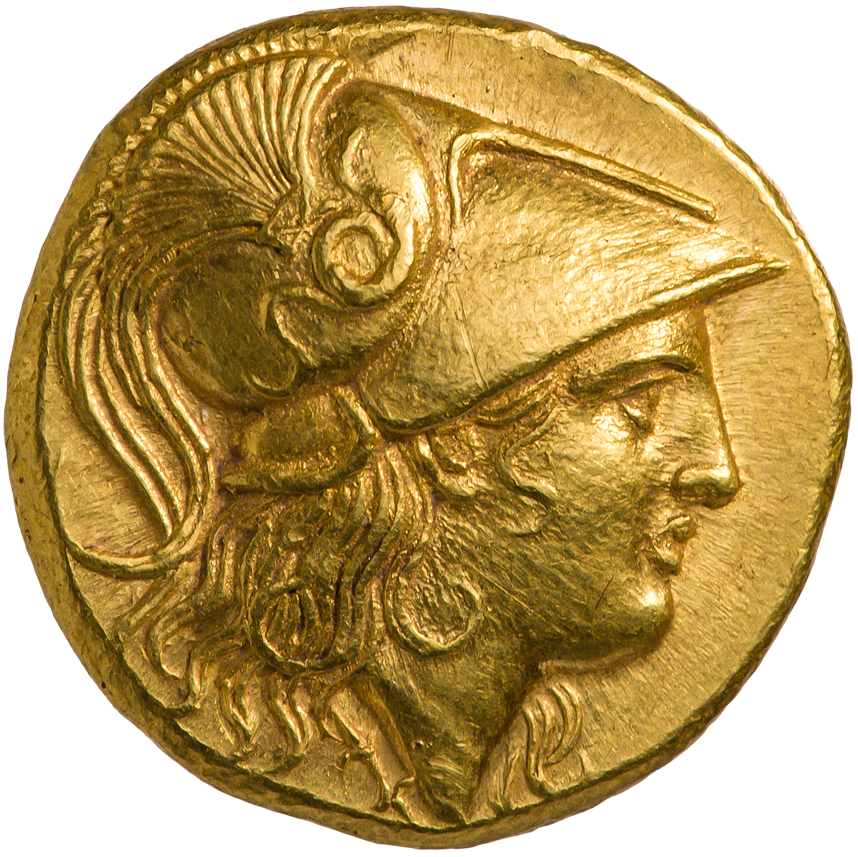
Статер Македонского царства (аверс)

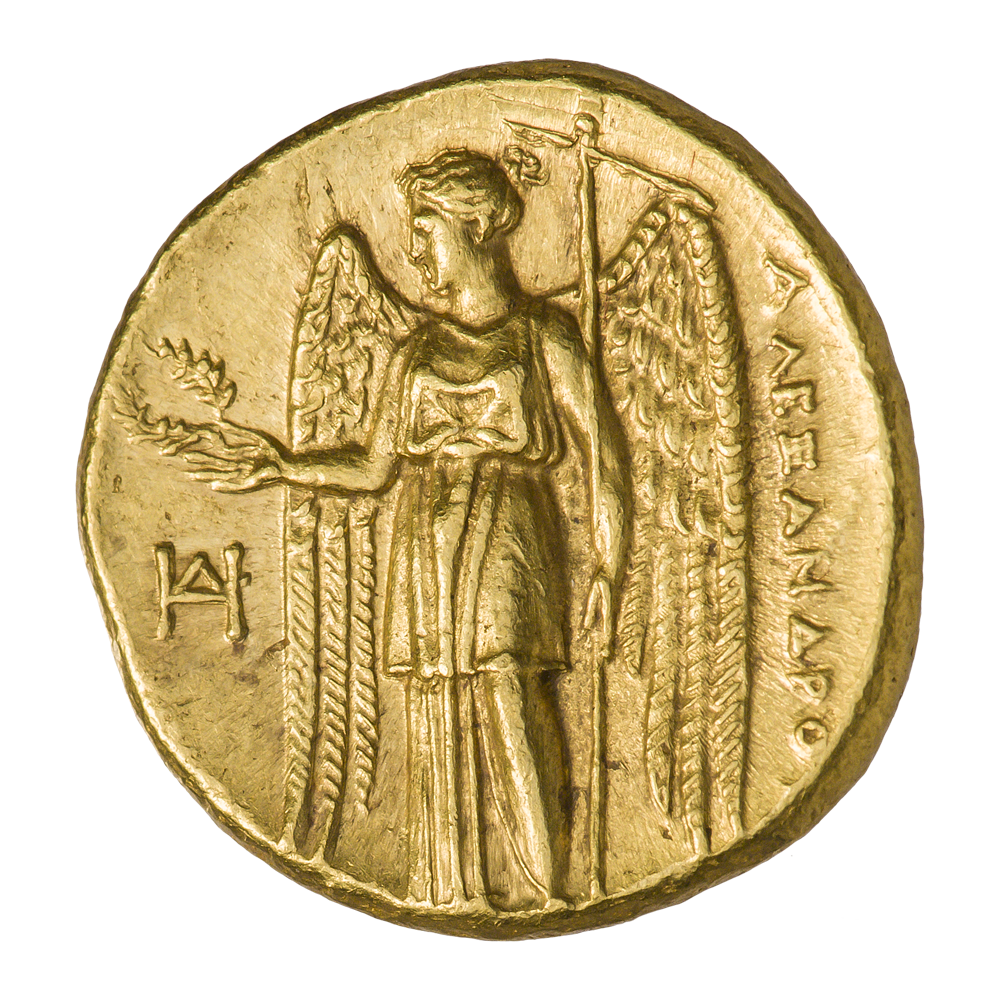
Статер Македонского царства (реверс)

- Золотой статер Филиппа II. На аверсе — голова Аполлона в лавровом венке вправо. На реверсе — воин на биге вправо, в руках держит поводья и кентрон. Внизу — треножник и легенда горизонтально: «Филипп»[4].

### Монеты Александра Македонского
Во времена правления Александра Македонского, монетчики стали чеканить на оборотной стороне изображения богов, которые были родоначальниками рода правящих царей. В то время существовал обычай чеканки, который предполагал размещение на лицевой стороне головы царя или бога, а с оборотной стороны — изображение божества. Так на монетах в Македонском царстве стали появляться головы богов и богинь. В Македонии в основном на монетах чеканилась голова Геракла — герой изображался с дубинкой и шкурой льва. В первых выпусках монет, чертам Геракла часто придавали черты царя. При Александре Македонском, как и при его отце Филиппе II, монеты одного и того же типа могли чеканиться одновременно, но на разных монетных дворах, которые к тому же располагались на значительном расстоянии друг от друга. Поэтому, одни и те же задумки в оформлении монет воплощались по-разному. В связи с этим появилась необходимость, чеканить монеты так, чтобы на них были характерные отличительные знаки, которые бы позволяли облегчить контроль, помогли бы разграничивать выпуски разных монетных дворов.
Выпускались тетрадрахмы — первые монеты в Македонском царстве, на которых были вполне достоверные, а не обожествленные портреты царей. На лицевой стороне такой монеты изображалась голова молодого царя, на нем была одета львиная шкура. Голова царя постепенно вытеснила изображение головы божеств, которая до этого располагалась на лицевой стороне. Также выпускались монеты, на лицевой стороне которых изображались голова Геракла в львиной шкуре, а на оборотной стороне был Александр Македонский на колеснице, которая была запряжена четырьмя слонами. Некоторые монеты вместо портрета Геракла содержали изображения его атрибутов, например палицу. Также на оборотной стороне монет помещались те предметы, которые относились к повседневной жизни македонян: это были лира, якорь, амфора, рыба, колчан, голова быка, лук. При Александре Македонском чеканились золотые статеры и серебряные тетрадрахмы и драхмы по аттической системе. Выпуск монет проходил и при жизни и после его смерти и даже в последующие века. По греческой монетной системе, помимо Македонского царства, монеты чеканились в Сирии, Финикии, Киликии, Фракии, Пелопоннесе, и в Египте. Также чеканились в Милете, Одессе, Истре, Вавилоне, Сипоте.

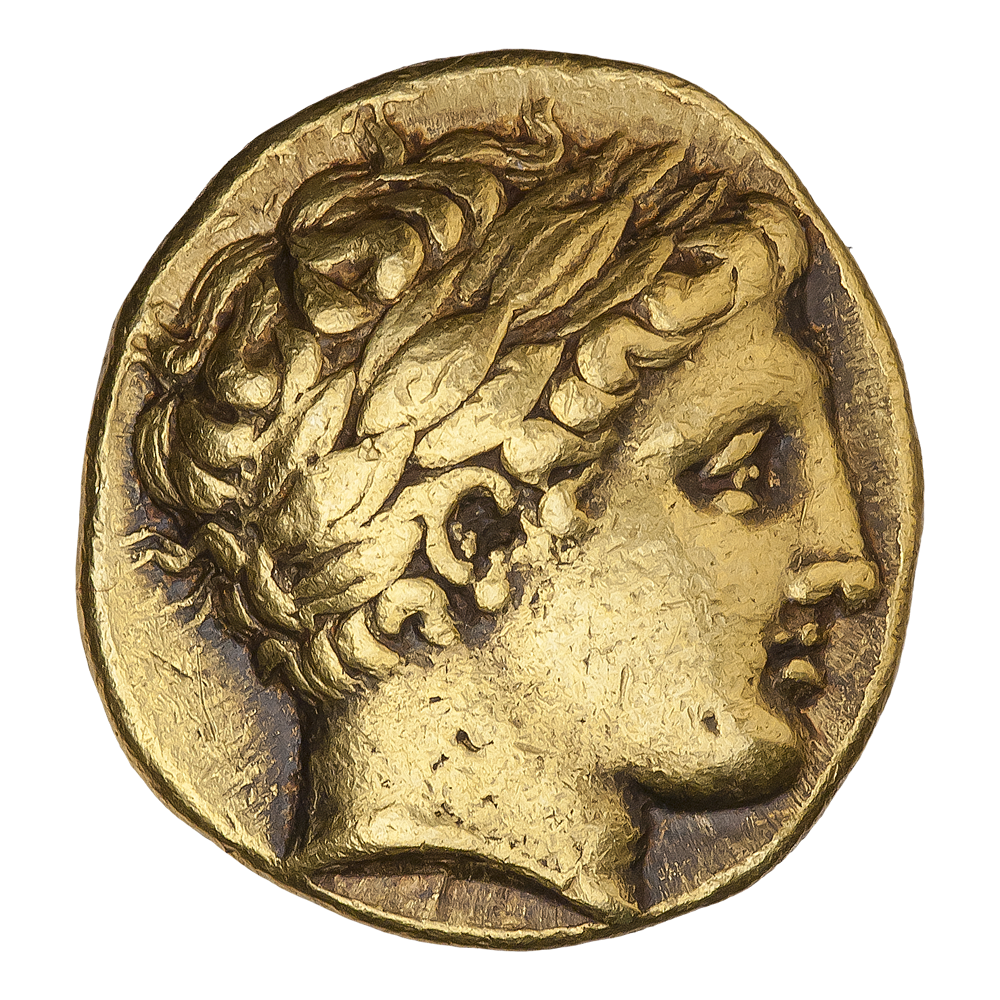
Статер Македонского царства, на аверсе - Аполлон
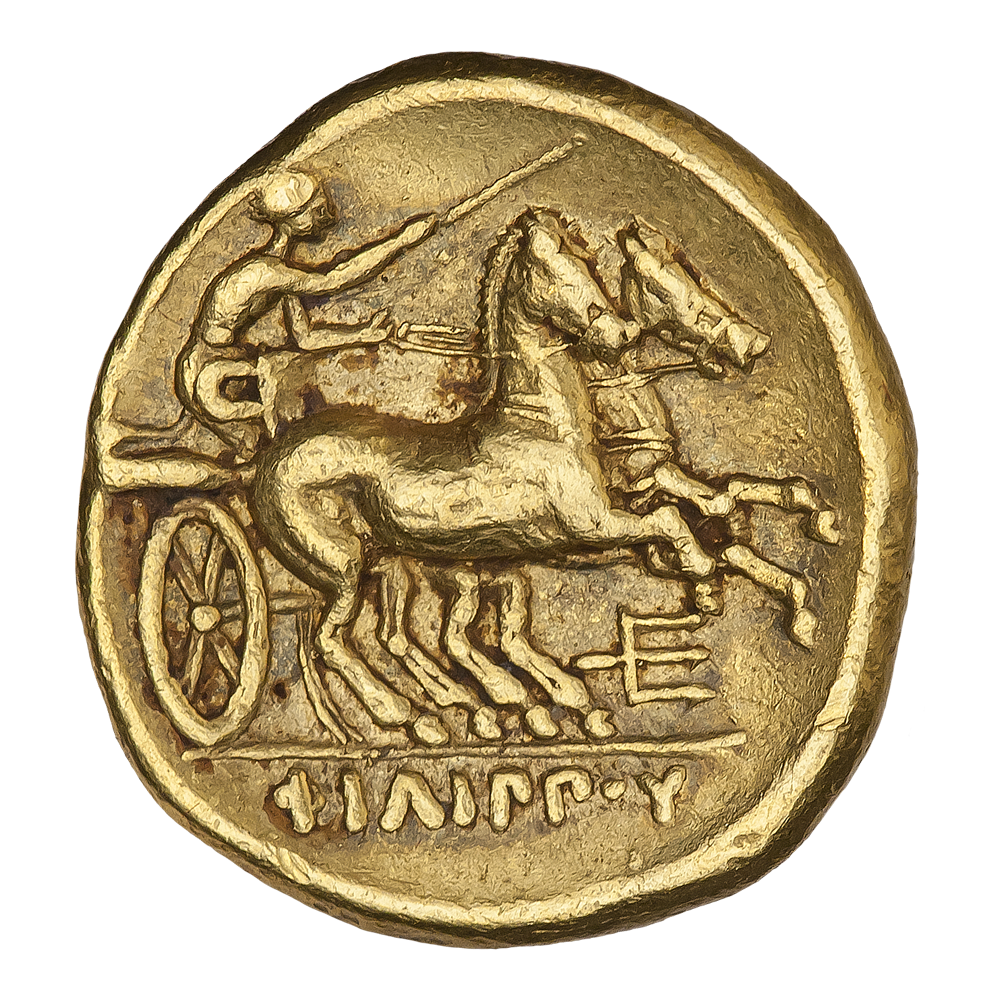
Статер Македонского царства, на реверсе - бига с возничим
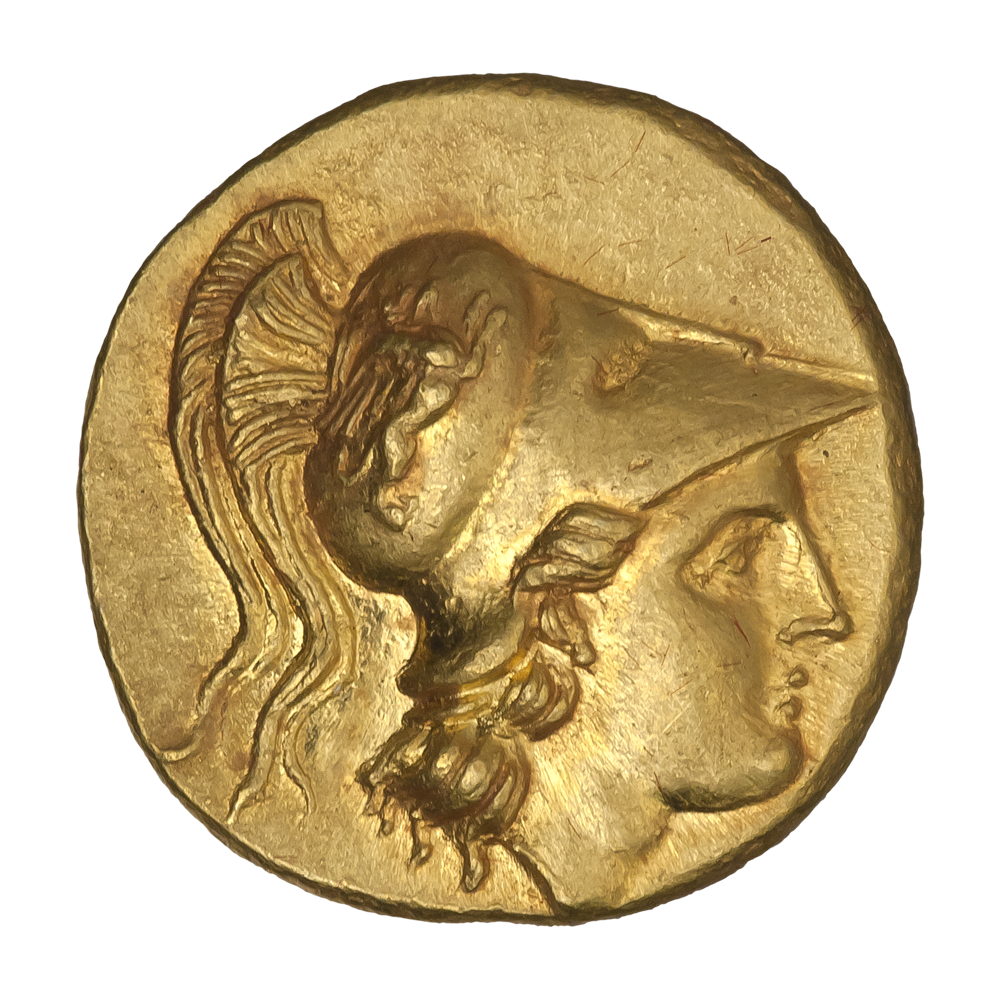
Аверс статера. Александр Македонский. Посмертная чеканка
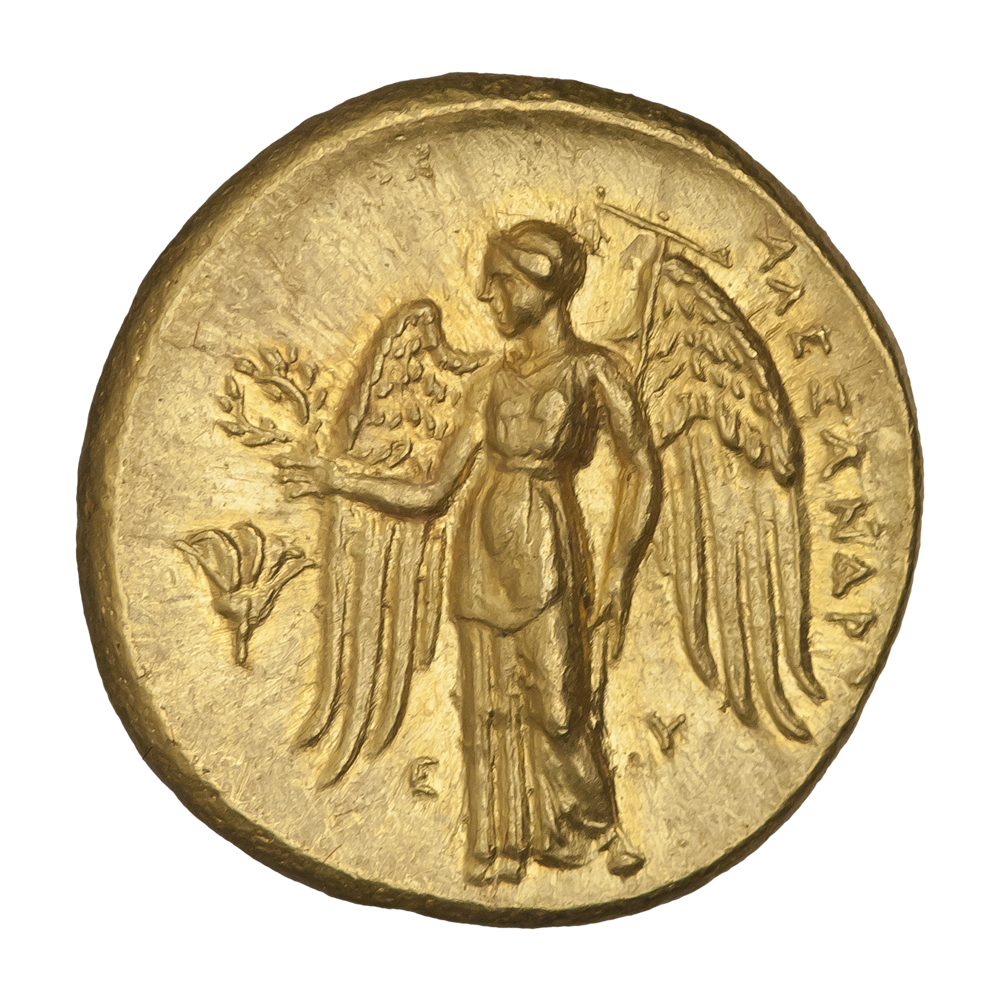
Реверс статера. Александр Македонский. Посмертная чеканка
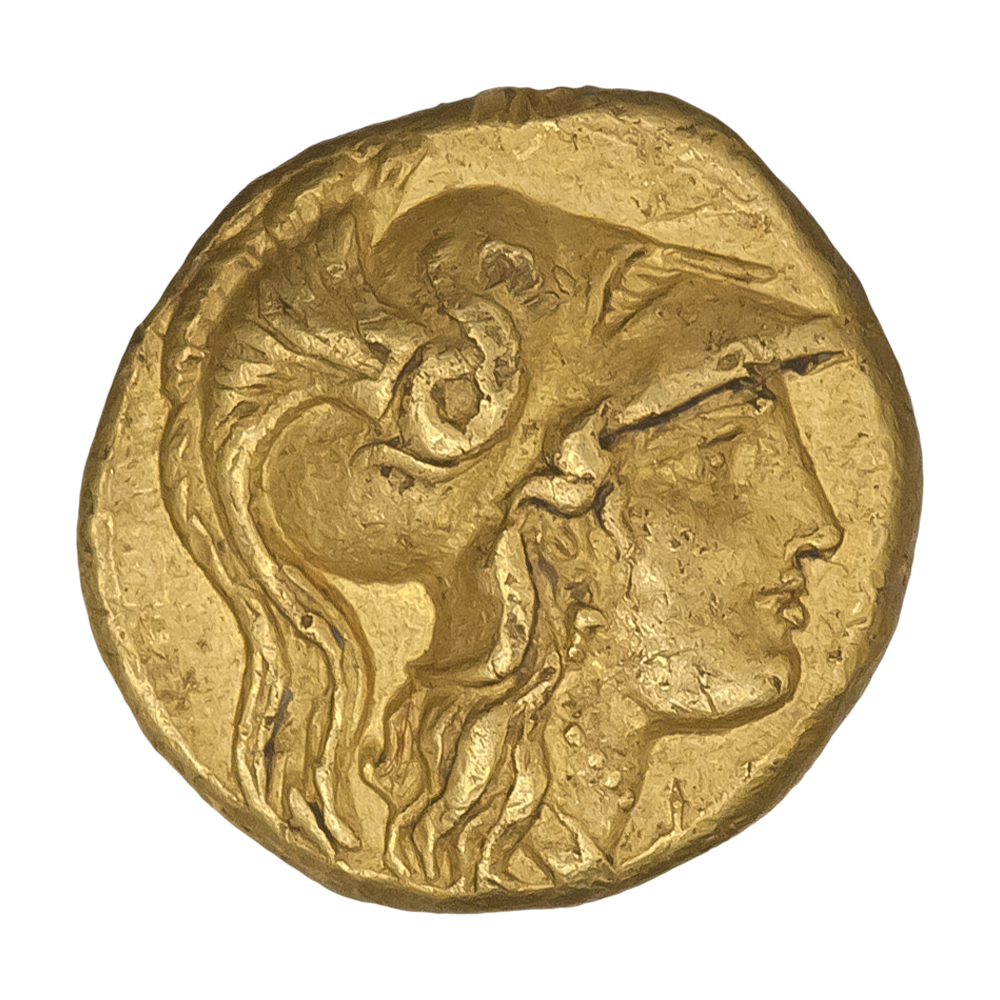
Четверть статера. Македонское царство. Александр III (аверс)
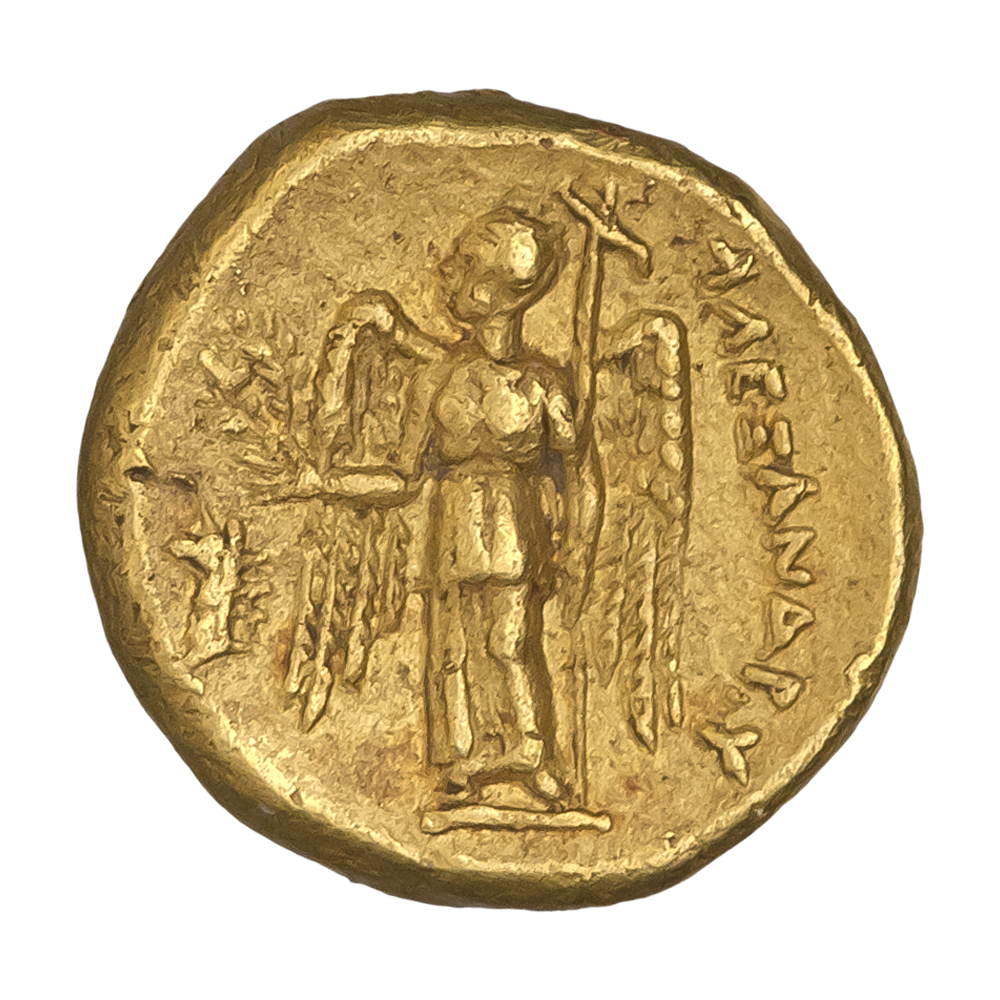
Четверть статера. Македонское царство. Александр III (реверс)

### Чеканка монет в IV веке до н. э. — II веке н. э.
В эпоху диадохов продолжалась чеканка монет от имени Александра Македонского, с его типом и легендой, потому что диадохи не обладали правом на чеканку монет, так как у них не было царского титула. До 306 года до н. э. дизайн царских монет почти не меняется. Диадох Кассандр по-прежнему оставлял имя Александра на тетрадрахмах, печатая свое имя на медных монетах. Птолемей, Антиох, Лисимах, Селевк чеканили монеты от своего имени, но при этом титул не ставили. В 306 году Антигон принял титул и стал чеканить царскую монету. После этого царями объявили себя Птолемей, Лисимах, Селевк и тоже занялись чеканкой монеты. Хотя имена следующих царей на монетах появлялись, но их портреты все равно еще очень редко встречались. Свой портрет на монетах поместил Деметрий Полиоркет (294—287 г до н. э.). На лицевой стороне монеты была изображена голова царя, на другой — Посейдон с трезубцем и имя царя, но все равно такие монеты очень редко встречались, на большей части монет Деметрия портрет отсутствовал. Зато на монетах была изображена крылатая Ника, которая в левой руке держит трофейный жезл, а в правой руке трубу. На оборотной стороне изображался Посейдон с трезубцем в правой руке, внизу была подпись и имя царя. Царь Филипп V и Персей помещали свои портреты на монетах. На лицевой стороне монет, чеканившихся при Филиппе V (220—179), была отчеканена безбородая голова царя в лучистой короне. На обороте — молния и дубовый венок. Иногда чеканились монеты с головой Геракла в львиной шкуре или с македонским щитом и изображением женской головы по центру монеты. На оборотной стороне монет было написано имя царя Филиппа, могли изображаться македонский меч, лук, палица, шлем, колчан, корма корабля. При Персее (178—168 до н. э.) на лицевой стороне монеты помещалась голова царя с небольшой бородой, на оборотной стороне — орел с приподнятыми крыльями, который сидел на молнии, дубовый венок, внутри которого было имя царя Персея и его монограмма. Под венком находился плуг. Остальные монеты македонских царей этого периода чеканились без их портретов. Во время правления Антигона Гоната (277—239 до н. э.) на монетах часто чеканилась голова Посейдона, которую увивали морские растения, а на обороте можно было увидеть Аполлона, который сидел на передней части корабля. В правой руке он держал лук. Корабль был украшен надписью — именем царя. Также чеканились монеты с изображением Афины в шлеме и головы Геракла. Одна из монет Антогона Гоната изображена с македонским щитом, который украшают звезды, на нем мужская голова с рогами. Здесь же изображен пастушеский посох. При правлении Димитрия II (239—229) на монетах чеканился македонский щит и шлем, на оборотной стороне часто можно было увидеть корму корабля и монограмму.
Когда бо́льшая часть городов Македонии пострадала от завоевания Римом Балканского полуострова, Македонское царство утратило право чеканки собственной монеты. Она возобновилась в 158 г до н. э. Своя монета продолжала чеканиться в течение восьми лет. За это время было выпущено большое количество тетрадрахм, но при этом качество монет стало хуже. Были исключения — монеты с изображением звезды очень высокого качества. Но на основной части монет ухудшилось оформление, надписи были сделаны неравномерно. Стороны монеты часто оказывались абсолютно разными по своему стилю.
После того, как Македонское царство стало римской провинцией, был сделан переход от автономной монеты к провинциальной римской. Но чеканка аттических тетрадрахм продолжилась, на них появилась надпись «Legatus pro quaestore».
В I веке до н. э. чеканка монет возобновилась из-за плохого состояния римских финансов. Наместники Македонии для получения дополнительного дохода начали разрабатывать серебряные рудники на территории страны. В Амфиполе, Пелле и Фессалоники стали работать чеканщики монет. Чеканились тетрадрахмы, и очень ограниченное количество драхм.
В Македонии чеканились только бронзовые деньги. Македонская провинция получила право чеканки денег при императора Клавдии и сохраняла его до III века н. э., до царствования императора Филиппа.